# Renfro Valley Barn Dance

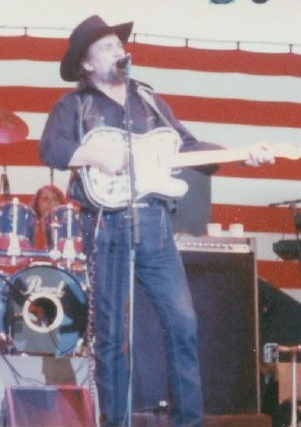
Waylon Jennings

Der Renfro Valley Barn Dance ist eine US-amerikanische Country-Sendung, die vom Radiosender WLW aus Renfro Valley, Kentucky, gesendet wird.

## Geschichte

### Anfänge
Der Folk-Musiker und Organisator John Lair begann 1937 mit den Planungen einer neuen Barn Dance Show. Am 9. Oktober 1937 wurde die erste Sendung des so genannten Renfro Valley Barn Dances in der Cincinnati Music Hall abgehalten. Schon dort war die Show sehr erfolgreich, wurde jedoch 1938 nach Dayton ins Memorial Auditorium verlegt. Lair war mit der Gestaltung der Sendung jedoch immer noch nicht ganz zufrieden. Seiner Meinung nach musste eine Barn Dance Show in einer „richtigen“ Scheune abgehalten werden. So zog die Show 1939 an den namensgebenden Ort, in das Renfro Valley in Kentucky. Dort fand die Sendung in einer extra dafür gebauten Scheune statt. In der ersten Show trat unter anderem Homer „Slim“ Miller auf, ein guter Freund Lairs.

### Aufstieg
Schnell gewann der Renfro Valley Barn Dance an Popularität und wurde landesweit ausgestrahlt. Das Gebiet um die Scheune wurde einem heutigen Freizeitpark ähnlich ausgebaut, so gab es unter anderem ein Restaurant, in dem man die Küche der Südstaaten genießen kann und einen  Souvenir-Laden, in dem Songfolios, Autogrammkarten oder Schallplatten verkauft wurden. Der Park wurde in den folgenden Jahren weiter ausgebaut.
1939 kamen ebenfalls zwei weitere bekannte Country-Musiker zur Show, Red Foley und „The Duke of Paducah“, Whitey Ford. Die beiden sollten zu zwei der populärsten Mitglieder des Renfro Valley Barn Dances werden. Weitere bekannte Mitglieder der Show waren unter anderem Jean Chapel, Jerry Byrd, Martha Carson, Homer and Jethro sowie Don Wilburn. Später absolvierten auch Gaststars wie Waylon Jennings Auftritte in der Show.
Die Beliebtheit des Renfro Valley Barn Dances stieg in den 1940er-Jahren immer weiter. Zuschauer reisten aus 15 verschiedenen Staaten an, um die Show zu sehen. Die Leitung musste oftmals drei Shows an einem Samstag veranstalten, um allen Zuschauer Unterhaltung zu bieten. Mit 5000 Zuschauern pro Abend überstieg dies die Kapazität der Scheune mit 1000 Sitzplätzen völlig.
John Lair übernahm in der Sendung vielerlei Funktionen. Er war, neben Dwight Butcher und Gene Cobb, Moderator der Show, schrieb Szenen, produzierte die Sendung und engagierte die Künstler. Auch als Lair 1985 starb, lief die Sendung weiter. In der zweiten Hälfte des 20. Jahrhunderts nahm die Beliebtheit ab, trotzdem traten weiterhin große Persönlichkeiten der Country-Musik in der Show auf. Heutzutage wird die Sendung nicht mehr im Radio übertragen, findet aber weiterhin regelmäßig statt.

## Gäste und Mitglieder
| - Red Foley - Waylon Jennings - Conway Twitty - Jerry Byrd - Girls of the Golden West - The Pine Ridge Boys - Homer “Slim” Miller - Harmonica Bill Russell - Ernest Corelison | - Granny Harper - The Randolph Sisters - The Crusaders - Lily May Ledford - The Coon Creek Girls - Homer and Jethro - Jean Chapel - The Mountain Rangers - The Duke of Paducah (Whitey Ford) |